# Ripsimé Djanpoladián
Ripsimé Mikaelovna Djanpoladián-Piotróvskaya (en ruso: Рипсимэ Микаэловна Джанполадян-Пиотровская; en armenio: Հռիփսիմե Ջանփոլադյան-Պիոտրովսկայա; 13 de agostojul./ 26 de agosto de 1918greg. - 1 de septiembre de 2004) fue una armenóloga, arqueóloga y epigrafista soviética de origen armenio.

## Biografía

### Infancia y juventud
Ripsimé Djanpoladián nació el 26 de agosto de 1918 camino a Tiflis, mientras su familia huía del genocidio armenio. Sus padres eran Michael e Iranianak, que ya tenían un hijo, Gurgen. Provenía de una familia armenia noble y adinerada, que poseía una licencia para el desarrollo y producción de todas las minas de sal de Najicheván.
Después del establecimiento del poder soviético en Armenia, la familia se mudó a Ereván, donde Djanpoladián asistió a la escuela. Después de terminar la secundaria decidió estudiar arqueología en la Universidad Estatal de Ereván.

### Carrera
Después de graduarse en 1940, participó en las excavaciones en la colina Karmir-Blur de la ciudad fortaleza de Teishebaini, donde en 1941 conoció al que sería su futuro esposo, Borís Piotrovski, miembro del Hermitage. Djanpoladián había excavado una figura de Teysheba el dios de la guerra urartiano, una cultura que se convertiría en la especialidad de Piotrovski. Este último había sido evacuado a Ereván de la sitiada Leningrado un año antes. Aquí, en Ereván, se casaron en 1944 y nació su primogénito: Mijaíl Piotrovski, quien más tarde se convertiría en el sucesor del trabajo de sus padres.
Djanpoladián se graduó con un doctorado en arqueología en 1948 titulado «Mkhitar Gosh y el monasterio de Nor Getik», que examinó muchas de las inscripciones que había encontrado allí. Este interés por la epigrafía iba a continuar; en 1977 ella y Suren Avagyan publicaron un nuevo catálogo de inscripciones armenias. Trabajó para el Instituto de Arqueología de la Academia de Artes de la URSS y en el Departamento Este del Museo del Hermitage. Además de su propia investigación sobre la Armenia medieval, también editó todos las publicaciones de su marido, incluida una historia enciclopédica del Hermitage, así como sus diarios, notas de viaje y autobiografía.
El trabajo de Djanpoladián en las excavaciones de Dvin de 1951 demostraron que era un centro de gran importancia para la producción de vidrio medieval. Este trabajo se convirtió en una profunda exploración de la industria del vidrio en Dvin desde los siglos IX al XIII, con especial énfasis en el comercio con Oriente Medio. Así mismo, pudo demostrar que los artesanos armenios copiaban cristalería siria.
Murió el 1 de septiembre de 2004, después de una larga y grave enfermedad y fue enterrada en el cementerio Ortodoxo de Smolensk en Leningrado junto a su marido.

## Obras
A lo largo de su dilatada carrera Djanpoladián escribió un gran número de ensayos, artículos y libros, algunos de los cuales se listan a continuaciónː
- Djanpoladián R. Mkhitar Gosh y el monasterio Nor-Getnk // Actas del Estado. ist. Museo de Armenia. T. I. - 1948. - p. 97-166.
- Djanpoladián R., B. B. Piotrovski B. B. Vinificación en Urartu // Vinificación y viticultura en la URSS. - 1956. - n.º 1.
- Djanpoladián R. Vasijas esfero-cónicas de Dvina y Ani // Arqueología soviética. - 1958. - No. 1. - P. 201-213.
- Djanpoladián R. Dos vasijas de vidrio de Novogrudok // época bizantina. - 1961 .-- T. XIX. - p. 166-171.
- Djanpoladián R. Aproximadamente tres muestras de vidrio de Karmir-Blur // Arqueología soviética. - 1964. - No. 1.
- Djanpoladián R. Cristalería de laboratorio del alquimista armenio // Arqueología soviética. - 1965. - No. 2. - P. 248-250.
- Djanpoladián R. Nuevos materiales sobre la historia de la fabricación de vidrio bizantino // Libro de tiempos bizantinos. - 1967. - T. 27. - p. 248-257.
- Djanpoladián R., Gurevich F. D., M. V. Malevskaya M. V. Vidrio oriental en la antigua Rusia. - L .: rama de Leningrado de la editorial "Science", 1968.
- Djanpoladián R. Vidrio tallado de Dvin // Arqueología soviética. - 1968. - No. 1. - P. 268-274.
- Djanpoladián R., Kirpichnikov A. N. Sable medieval con una inscripción armenia encontrada en los Urales subpolares // Epigrafía de Oriente. - 1972. - T. 21. - p. 528-533.
- Djanpoladián R. Acerca de dos tejidos de Ani y Bolgar // KSIA. - 1972. - Emisión. 132. - p. 46-52.
- Djanpoladián R. Inscripciones lapidarias armenias de la región del Volga // Vesti Matenadaran. - 1973. - No. 11. - p. 211-222.
- Djanpoladián R. Vidrio medieval de Dvin: siglos IX-XIII. - Ereván: Editorial de la Academia de Ciencias de la República Socialista Soviética de Armenia, 1974.
- Djanpoladián R. Algunas cuestiones de la organización del comercio en la Armenia medieval // Comercio e intercambio en la antigüedad. - CSIA. 1974. Edición. 138, p. 87-92.
- Djanpoladián R. Vidrio bizantino de excavaciones en Ani // KSIA. - 1977. - Edición. 150 .-- p. 85-89.
- Djanpoladián R., Kalantaryan A. A. Relaciones comerciales de la Armenia medieval en los siglos VI-XIII. // Sitios arqueológicos de Armenia.
- Djanpoladián R. Sobre las conexiones de las ciudades medievales de Armenia Dvin y Ani con los búlgaros del Volga (siglo XIII).

## Véanse también
- Goshavank
- Dvin
- Armenia medieval